# Opera Software
Az Opera Software egy norvég vállalat, mely az Opera webböngésző fejlesztésével foglalkozik. Nagy hangsúlyt fektet a W3C webes szabványainak népszerűsítésére.
Az Opera Software-t 1995 végén alapította Jon Stephenson von Tetzchner és Geir Ivarsøy a norvég Telenor telefontársaságból kilépve. 2004 februárjában a vállalat belépett az oslói tőzsdére.
Az Opera Software többször is összetűzésbe került a Microsofttal, mivel az ismételten letiltotta az Opera felhasználóit az msn.com weboldalról, vagy szándékosan hibás tartalmat küldött vissza. 2004 májusában az Opera Software bejelentette, hogy 12,75 millió dollár kártérítést ítéltek meg neki egy nemzetközi vállalattal szemben, így valószínűsíthető, hogy a kérdéses vállalat a Microsoft volt.
2005 augusztusában jelent meg először a vállalat új fejlesztése, az Opera Mini, mely egy Java alapú, kis méretű böngésző gyengébb képességű telefonokra szabva. Az új böngésző valójában egy vékony kliens, mivel a weblapok feldolgozása egy központi szerveren történik, így a telefon már csak egy karcsúsított weblapot kell megjelenítsen.
2005. szeptember 20-án eltörölték az asztali böngésző regisztrációs díját és a beépített reklámokat, így egy teljesen új üzleti modellt állítottak fel, amelyben egyre kisebb szerep jut a közvetlen reklámoknak. Az így kieső bevételek egy részét a Google-al kötött új megállapodásból fedezik, mely a böngészőből indított kereséseken alapul.
A társalapító, John S. von Tetzchner 15 év után, 2010. január 5-én mondott le a vezérigazgatói posztról. Az új vezérigazgató, Lars Boilesen korábban is dolgozott már az Operánál 2000 és 2005 között, majd rövid szünet után 2009-ben csatlakozott újra a céghez.

## Külső hivatkozások
- Opera Software